# شارلوتنبورگ-نورد
شارلوتنبورگ-نورد (به آلمانی: Berlin-Charlottenburg-Nord) یک منطقهٔ مسکونی در آلمان است که در Charlottenburg-Wilmersdorf واقع شده‌است. شارلوتنبورگ-نورد ۱۷٬۳۲۷ نفر جمعیت دارد.